# يوم الصحة النفسية

في العديد من أماكن العمل في جميع أنحاء العالم الأول، مثل الولايات المتحدة ونيوزيلندا، يكون يوم الصحة النفسيّة هو اليوم الذي لا يأتي فيه الموظف إلى العمل ويأخذ يومًا مرضيًا لأسباب أخرى غير المرض الجسدي. قد يعتبر بعض الناس أن يوم الصحة العقلية هو عندما لا يشعر شخص ببساطة بالرغبة في القدوم إلى العمل، ولكن الاستخدام الأكثر دقة لهذا المصطلح يرتبط بمرض عقلي حقيقي بدلاً من الرغبة في تخطي العمل.

## خلفية
يمكن أن يسبب الاضطراب الاكتئابي الكبير والاضطراب الثنائي القطب والأمراض العقلية الأخرى ضعفًا شديدًا في قدرة الشخص على العمل في مكان العمل أو في أدوار أخرى. بالإضافة إلى ذلك، يمكن أن يؤدي مكان العمل وغيره من الضغوطات إلى تفاقم نوبات الاكتئاب أو الهوس أو القلق أو أمراض أخرى. وقد تستمر الصحة العقلية، التي تُركت دون رادع، في التدهور وقد تؤدي إلى الإصابة بمرض خطير. ومع ذلك، ونظراً لعدم وجود معايير موضوعية وتصورات ثقافية يمكن للمرء بسهولة تغيير حالة الصحة العقلية، قد لا تكون هناك حاجة إلى إجازة من العمل لأسباب تتعلق بالصحة العقلية.
وبما أن معظم الأماكن لا يوجد فيها قانون يلزم الموظفين بتقديم شهادة طبية ليوم واحد فقط من الغياب، فإن الكثير من الناس يأخذون يوم عطلة من العمل لأسباب تتعلق بالصحة العقلية دون أن يذكروا عادة أن ذلك يتعلق بالصحة العقلية. غير أن هذا الأمر ليس عالميا. في عام 2010، اقترحت الحكومة الوطنية لنيوزيلندا قانوناً يسمح لأصحاب العمل باقتـلاء شهادة طبية حتى ليوم واحد من الغياب، ومع ذلك يجب على صاحب العمل تغطية تكلفة الحصول على الشهادة إذا كانت مدة الغياب أقل من ثلاثة أيام متتالية.

## دعم وخلاف
وهناك حركة لإزالة وصمة العار من قضايا الصحة العقلية في مكان العمل، مع دعوة أصحاب العمل إلى إيلاء المزيد من الاهتمام واتخاذ نهج استباقي في الاعتراف بالقضايا التي قد تكون ذات صلة بالصحة العقلية. ومع ذلك، لا يشعر الكثير من العمال بالراحة في تبادل المعلومات حول صحتهم العقلية مع من يعملون. ويمكن أن يعزى ذلك إلى الوصمة التي يحتمل أن ينظر فيها إلى المرض العقلي، فضلاً عن التصور بأن المرض العقلي سيتدخل في واجبات العمل.

## بحث
وتشير الدراسات إلى أن ثلث العمال يعترفون بتزييف مرض للحصول على يوم عطلة من العمل لأنهم يشعرون بأنهم لا يتأقلمون".